# KrAZ Spartan
KrAZ Spartan – ukraiński kołowy samochód opancerzony na podwoziu Forda F-550 o napędzie 4×4, przeznaczony do transportu osób w warunkach niebezpiecznych i zadań patrolowych, produkowany przez zakłady AvtoKrAZ na licencji Streit Group. Pojazd spełnia normy poziomu STANAG 2 i CEN BR6. Od 2014 roku w służbie Sił Zbrojnych Ukrainy.

## Historia
KrAZ Spartan jest kołowym pojazdem opancerzonym oferowanym i produkowanym przez AvtoKrAZ na licencji pozyskanej od Streit Group (Spartan APC). Prototyp pojazdu został zaprezentowany w 2013 roku, a produkcja została uruchomiona w Ukrainie w 2014 roku. W tym samym roku Spartan został zaprezentowany na paradzie wojskowej w Kijowie z okazji Dnia Niepodległości Ukrainy. Jego zakup przez armię i Gwardię Narodową Ukrainy związany był z potrzebą posiadania pojazdów do specjalnych zadań patrolowych, zwiadowczych i transportowych na linii frontu . Ponadto pojazd miał wypełnić lukę w ukraińskim sprzęcie między nieopancerzonymi pojazdami a transporterami opancerzonymi o napędzie 8×8 takimi, jak BTR-3 i BTR-4.

## Charakterystyka

### Podwozie i napęd
KrAZ Spartan bazuje na podwoziu Forda F-550 o napędzie 4×4 i napędzany jest silnikiem Diesla Ford 6,7l V8 o mocy 300 KM. W pojeździe zamontowano sześciobiegową, automatyczną skrzynię biegów. Spartan może poruszać się z maksymalną prędkością 110 km/h.
Pojazd ma długość 6 m, szerokość 2,44 m i wysokość 2,4 m. Ciężar Spartana to 8800 kg.
W przedziale desantowym znajdują się siedzenia nieamortyzowane, ale istnieje możliwość montażu siedzeń odpornych na wybuch miny, które nie mają kontaktu z podłogą.

### Opancerzenie
Pancerz pojazdu spełnia wymogi STANAG 2 i CEN BR6, czyli chroni znajdujących się wewnątrz pojazdu żołnierzy przed ostrzałem z broni kalibru 5,45 mm i 7,62 mm oraz wybuchem min (do 6 kg). Podłoga kabiny Spartana wytrzymuje wybuch o mocy dwóch granatów DM-51.
W 2015 roku dokonano inspekcji jednego z uszkodzonych Spartanów z Donbasu. Pojazd został ostrzelany z boku i przodu z broni kalibru 7,62 mm, 12,7 mm i 14,5 mm. Zidentyfikowano 70 uszkodzonych części pojazdu oraz przednią szybę. Mimo to uznano, że opancerzenie w pełni uchroniło załogę i żołnierzy wewnątrz. Spartan został odnowiony i zwrócono go do służby.

### Uzbrojenie
Pojazd KrAZ Spartan może występować w kilku wariantach uzbrojenia. Jednym z nich jest zdalnie sterowana wieżyczka Sarmat, w której zamontowany jest karabin maszynowy KT kalibru 12,7 mm oraz wyrzutnia czterech pocisków przeciwpancernych RK-3 Korsarz. Są również wersje wyposażone wyłącznie w automatyczny granatnik kalibru 40 mm, karabin maszynowy KT kalibru 12,7 mm lub karabin maszynowy kalibru 7,62 mm.

## Użytkownicy
Ukraina
- Siły Zbrojne Ukrainy[4]
- Gwardia Narodowa Ukrainy. Służba otrzymała pierwsze pojazdy w 2014 roku[4] [9].